# Bliss (Tori Amos)
Bliss è un singolo della cantautrice statunitense Tori Amos, pubblicato nel 1999 ed estratto dall'album To Venus and Back.

## Tracce
- CD Singolo

1. Bliss – 3:40
2. Hey Jupiter (Live) – 4:31

- CD Maxi Singolo

1. Bliss – 3:40
2. Hey Jupiter (Live) – 4:31
3. Upside Down (Live '99) - 5:46

- 7" Singolo

1. Bliss – 3:39
2. Hey Jupiter (Live non LP track) – 4:33